# Meioneta proxima
Meioneta proxima är en spindelart som beskrevs av Alfred Frank Millidge 1991. Meioneta proxima ingår i släktet Meioneta och familjen täckvävarspindlar.
Artens utbredningsområde är Colombia. Inga underarter finns listade i Catalogue of Life.